# Немањица
Немањићи (мкд. Немањица) је насеље у Северној Македонији, у средишњем делу државе. Немањица је село у саставу општине Свети Никола.

## Географија
Немањица је смештена у средишњем делу Северне Македоније. Од најближег града, Штипа, насеље је удаљено 35 km северозападно.
Насеље Немањица се налази у историјској области Овче поље. Село је смештено у северном делу поља, подно планине Манговице, чије се било издиже североисточно од насеља. Надморска висина насеља је приближно 410 метара.
Месна клима је умерено континентална.

## Становништво
Немањица је према последњем попису из 2002. године имала 201 становника.
Већинско становништво су етнички Македонци (99%), а остало су Срби. 
Претежна вероисповест месног становништва је православље.